# Theodorus Priscianus
Theodorus Priscianus war ein vermutlich aus Nordafrika stammender römischer Arzt der Spätantike. Über sein Leben ist nur das Selbstzeugnis bekannt, dass er ein Schüler des Vindicianus war, also an der Wende vom 4. zum 5. Jahrhundert n. Chr. lebte, und dass er zwar lateinische und griechische Fachliteratur verfasste, dabei aber Latein noster sermon, also die ihm vertraute Sprache war. Dass er als Arzt tätig war, ergibt sich aus dem häufigen Bezug auf seine eigene Erfahrung in den Rezepten. Er sieht aber auch die Natur durch die Heilmittel, die sie bereitstellt, als wohltuend für den Menschen an.

## Euporiston
Von Theodorus Priscianus hat sich das Werk Euporiston = leicht zu beschaffende Heilmittel in vier Büchern erhalten. In einem Vorwort setzt sich der Autor kritisch mit den Ärzten auseinander. Dennoch richten sich seine Behandlungsvorschriften durchaus auch an den Arzt, denn einige, wie z. B. das Ausbrennen von Furunkeln sind in Laienhand nicht vorstellbar.

### Buch 1, Äußere Krankheiten,Euporiston Faenomenon
Im ersten Buch werden Gebrechen, die sich im Erscheinungsbild des Menschen zeigen, behandelt. Das reicht von Kosmetischem, wie Schwarzfärben der Haare, bis zu schwerwiegenden Erkrankungen, wie einem Erysipel = De igne sacrö. Als Quellen werden hauptsächlich Plinius der Ältere, Galen und Oreibasios, aber auch vereinzelt Aulus Cornelius Celsus und Scribonius Largus verwendet. Theodorus Priscianus ergänzt die pharmazeutischen Mittel durch die Behandlungen der Methodiker, wie Bäder, Einreibungen und Diätvorschriften.

### Buch 2, Innere Krankheiten,Logici
Im zweiten Buch behandelt Theodorus Priscianus Krankheiten, die sich nicht durch äußere Anzeichen manifestieren. Das Buch hat eine enge Beziehung zu dem von Caelius Aurelianus ins Lateinische übersetzten Werk des Soranos: De morbis acutis et chronicis. Theodorus Priscianus hat sein Werk ebenfalls in akute und chronische Krankheiten gegliedert und behandelt weitgehend dieselben Erkrankungen. Teils handelt es sich um Krankheitsbilder wie Epilepsie, die eine gewisse Nähe zu ihrer jetzigen Definition im ICD-10 haben, teils um Symptome, wie Husten, teils um ungenaue Angaben, wie de cardiacis = von Magenleidenden. Die Beschreibungen der Krankheiten und der Heilmethoden haben zahlreiche Entsprechungen in den Werken anderer medizinischer Fachschriftsteller, so bei Galenos von Pergamon, Oribasius, Pedanios Dioskurides und Caelius Aurelianus. Von Letzterem könnte er auch die Therapien der Methodiker übernommen haben, die er reichlich verwendet. Theodorus Priscianus setzt aber andere Schwerpunkte als Caelius Aurelianus. Dieser zieht etwa die Cholera in ein theoretisches System der Krankheiten ein:

“Cholerica passio est solutio stomachi ac uentris et intestinorum cum celerrimo periculo”

„Die Cholera ist ein Erschlaffungszustand von Magen und inneren Organen mit höchster Gefahr.“

Dagegen schreibt Theodorus Priscianus praxisbezogen:

“Cholera...sub unius diei spatio frequenter … vitae terminum fecit, dum subitanei vomitus, ventris quoque innumerae effusiones”

„Die Cholera beendet häufig nach einem Tag das Leben durch plötzliches Erbrechen und unzählige Durchfälle.“

### Buch 3, Frauenkrankheiten,Gynaecia
Das Buch ist ein kurzer Auszug aus der Schrift περὶ γυναικείων παθῶν des Soranos. Theodorus Priscianus widmet die Schrift einer Victoria artis meae dulce ministerium, also vermutlich einer Hebamme, mit der er zusammenarbeitete. Aus dem weit umfangreicheren Werk des Soranos hat er Themen aus dem Grenzbereich der Tätigkeit von Arzt und Hebamme ausgewählt.

### Buch 4, Wundermittel,Physicorum
Im vierten Buch sammelt Theodorus Priscianus für zwei Erkrankungen die magischen Mittel und Mittel der Dreckapotheke, die er unter anderem bei Plinius dem Älteren reichlich findet. Der Gegensatz zu Buch 2 ist groß. Während die Epilepsie dort mit Aderlass, Fasten und Ölabreibungen behandelt wird, empfiehlt er hier Eselurin, Schwalbenblut, Tötung eines heiligen Vogels.

## Nachwirkung und Überlieferung
Theodorus Priscianus wurde von Alexander von Tralleis und anderen Schriftstellern der Spätantike zitiert. Auch im Mittelalter geriet er nicht in Vergessenheit. Valentin Rose veröffentlichte 1894 eine Edition unter Verwendung mehrerer Codices, insbesondere der verlorenen Codices des Sigismund Gelenius (ediert 1532) und der Codices Bruxellensi Nr. 1342–1350 aus dem 12. Jahrhundert.

## Textausgaben und Übersetzungen
- Theodor Meyer: Theodorus Priscianus und die Römische Medizin, Jena 1909
- Valentin Rose (Hrsg.): Theodori Prisciani Euporiston libri III. Leipzig 1894.
- Kai Brodersen: Theodorus Priscianus: Naturheilkunde. (Sammlung Tusculum) Berlin: De Gruyter 2020. ISBN 978-3-11-069407-9